# Angarozonium bonum
Angarozonium bonum är en mångfotingart som först beskrevs av Gerstfeldt 1859.  Angarozonium bonum ingår i släktet Angarozonium och familjen koppardubbelfotingar. Inga underarter finns listade i Catalogue of Life.